# Бенц, Берта
Цецилия Берта Бенц (нем. Cäcilie Bertha Benz, урождённая Рингер; 3 мая 1849, Пфорцхайм — 5 мая 1944, Ладенбург — зачинательница междугородных автомобильных поездок. Принимала активное участие в популяризации новшества — автомобиля с двигателем внутреннего сгорания.
Берта родилась в семье плотника Карла Фридриха Рингера. 20 июля 1872 года в возрасте 23 лет она вышла замуж за немецкого изобретателя и предпринимателя Карла Бенца. Ещё до свадьбы фирма Карла попала в финансовые трудности. Отец Берты дал в долг средства на спасение фирмы Бенца. Когда машина Бенца не стала пользоваться успехом у клиентов, она 5 августа 1888 году взяла без ведома мужа автомобиль и совершила на нём поездку с двумя старшими сыновьями из Мангейма в Пфорцхайм. За день автомобилисты преодолели в общей сложности 106 км. По пути они несколько раз покупали бензин в аптеках (он продавался там как чистящее средство лигроин). 
Через публикации в газетах известие о замечательных качествах автомобиля Карла Бенца стало известно широкой публике и способствовало росту продаж автомашин, которые производила его фирма.
Поездка Берты Бенц с сыновьями в августе 1888 года впервые в истории доказала практическую пользу автомобиля как эффективного транспортного средства и дало толчок развитию автомобилестроения и автомобильных перевозок во всем мире.

## Память
- В память о путешествии 1888 года Берты Бенц с сыновьями автомобильная трасса, которую они проехали на автомобиле Карла Бенца официально признана памятником немецкой технической истории и является туристическим объектом. В южном направлении из Мангейма в Пфорцхайм ее длина составляет 104 км; обратный путь из Пфорцхайма в Мангейм на альтернативной трассе имеет длину 90 км. Таким образом, дорога туда и обратно имеет протяженность 194 км, отмечена мемориальными табличками по ходу следования и внесена в туристические каталоги Германии.

## В искусстве
- На основе биографий Карла и Берты Бенц в 2011 году режиссёр Тиль Эндеманн снял художественный фильм «Карл и Берта» (Германия).

## Галерея

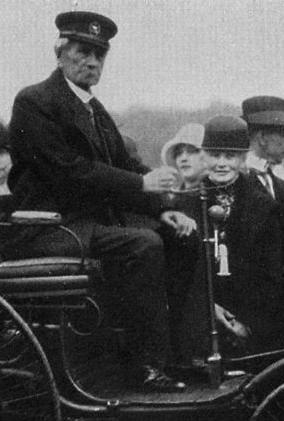
Карл и Берта Бенц около 1914 года (по другой версии 1925 год)
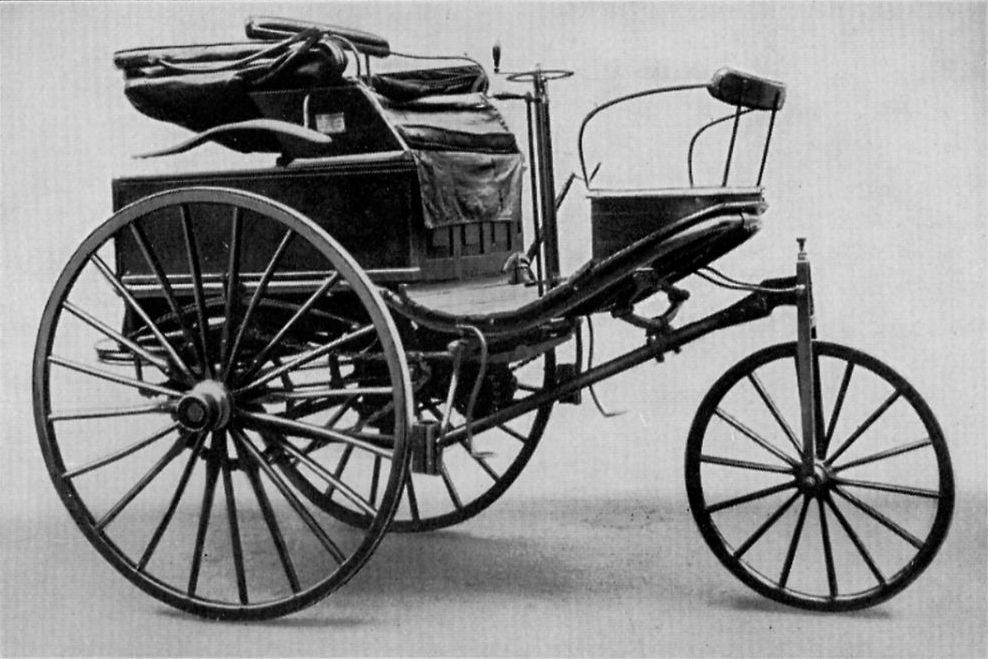
Benz Patent-Motorwagen Nr. 3 (1888)
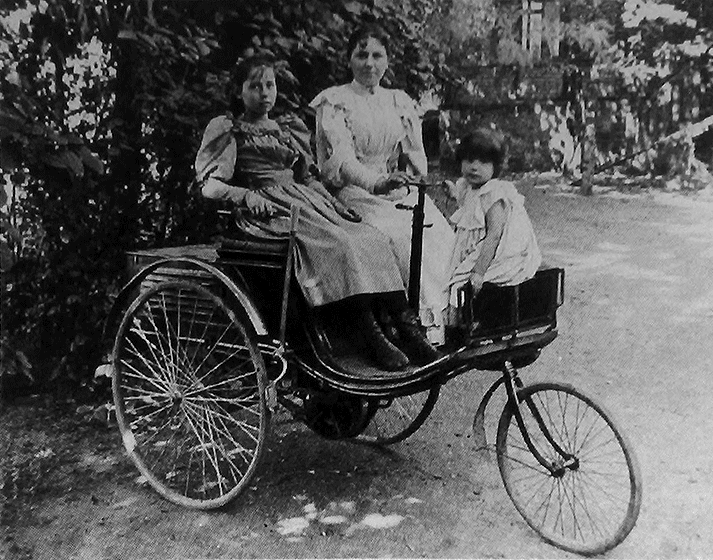
За рулем (около 1900 года)
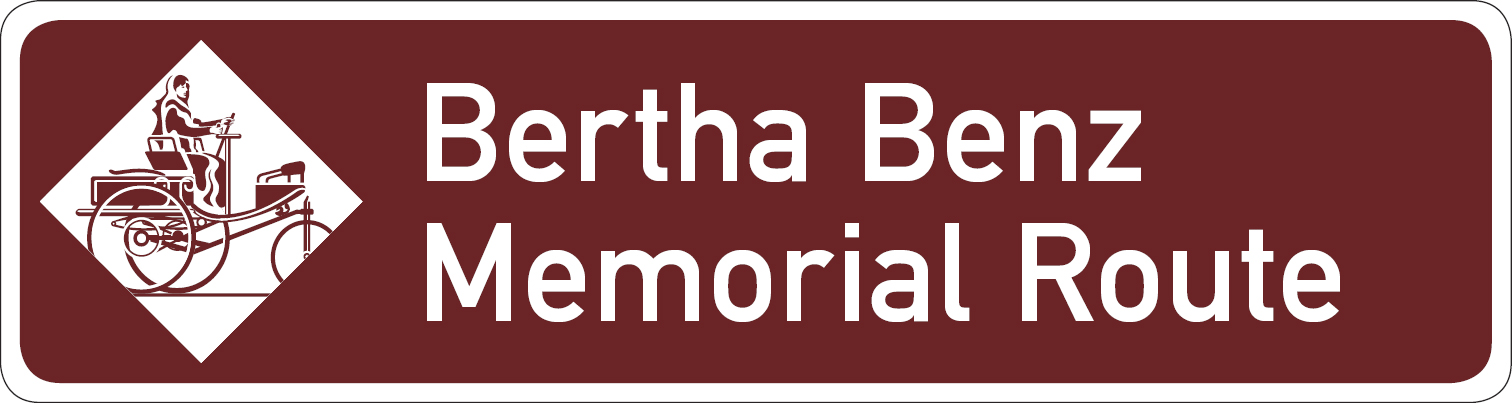
Мемориальная трасса имени Берты Бенц. Указатель пути, который преодолела Берта Бенц с сыновьями в августе 1888 года

### на английском языке
- Parissien, Steven (2013). The Life of the Automobile: A New History of the Motor Car. Atlantic Books, 448 pages. ISBN 978-1-8488-7705-4

### на немецком языке
- Elis, Angela: Mein Traum ist länger als die Nacht. Wie Bertha Benz ihren Mann zu Weltruhm fuhr. Hoffmann und Campe, Hamburg 2010, 352 Seiten, ISBN 978-3-4555-0146-9
- Leisner, Barbara: Bertha Benz – Eine starke Frau am Steuer des ersten Automobils. Casimir Katz Verlag, Gernsbach 2011, 312 Seiten, ISBN 978-3-9380-4754-5
- Seidel, Winfried A.: Carl Benz. Eine badische Geschichte. Die Vision vom „Pferdelosen Wagen“ verändert die Welt. Edition Diesbach, Weinheim 2005, 118 Seiten,  ISBN 978-3-9364-6829-8